# Давино, Дуилио
Дуилио Давино (исп. Duilio César Jean Pierre Davino Rodríguez; род. 21 марта 1976, Мехико, Мексика) — мексиканский футболист, центральный защитник. Известен по выступлениям за мексиканскую «Америку». Участник чемпионата мира 1998 и Олимпийских игр 1996.

## Клубная карьера
Давино начал свою карьеру в 1993 году в составе «Эстудиантес Текос». В первых двух сезонах, он сыграл всего два матча, а сезоне 1995/96 завоевал место в основном составе. В составе «Текос» Дуилио провел 69 матчей и забил 3 мяча. В 1997 году он перешёл в «Америку», где стразу же стал футболистом основного состава. Вместе с командой он в 2000 и 2002 году доходил до полуфинала Кубка Либертадорес. В том же 2002 и 2005 годах Давино в составе «Америки» выигрывал чемпионат Мексики, а также Суперкубок страны. В 2006 году Дуилио стал обладателем Кубка чемпионов КОНКАКАФ. В составе «Америки» Давино провёл более 300 матчей и является одной из легенд клуба.
9 января 2008 года Давино подписал контракт с клубом американской MLS, «Далласом». 5 декабря он покинул клуб. В начале 2009 года Дуилио вернулся в Мексику, приняв приглашение «Пуэблы». 25 января 2009 года в матче против «Некаксы» он дебютировал за новый клуб. 12 апреля в матче против «УНАМ Пумас», защитник забил свой первый и единственный гол за клуб. Летом того же года Давино перешёл в «Монтеррей», где несмотря на возраст сразу стал основным футболистом. 26 июля в матче против «Индиос» он дебютировал за команду. За два года в составе «полосатых» он провел 66 матчей и дважды выиграл Апуертуру в 2009 и 2010 годах. Летом 2011 года он вернулся в «Эстудиантес Текос», где и завершил карьеру.

## Международная карьера
Давино дебютировал в сборной Мексики в 1996 году. В том же году в составе олимпийской сборной Мексики Дуилио принял участие в Олимпийских играх в Атланте. На турнире он сыграл в матчах против команд Италии, Южной Кореи, Ганы и Нигерии. В том же году Дуилио выиграл свой первый трофей со сборной став победителем Золотого кубка КОНКАКАФ. На турнире он сыграл в матчах против Сент-Винсента и Гренадин, Бразилии и дважды Гватемалы.
В 1998 году Давино в составе национальной сборной поехал на чемпионат мира во Францию. На турнире он сыграл в матчах против команд Бельгии, Южной Кореи, Голландии и Германии. В том же году Дуилио во второй раз выиграл Золотой кубок КОНКАКАФ. На турнире он принял участие в матчах против сборных Тринидада и Тобаго, Гондураса, Ямайки и США.
В 2001 году Давино принял участие в Кубке конфедераций. На турнире он сыграл в матчах против Австралии, Франции и Южной Кореи. В 2004 году Дуилио во второй раз принял участие в Кубке Америки. На турнире он сыграл в матчах против Аргентины, Эквадора, Уругвая и Бразилии.

## После игровой карьеры
После завершения карьеры футболиста в 2012 году стал спортивным директором «Монтеррея». С 2016 года — президент клуба.

## Достижения
Клубные
 «Америка»
- Чемпионат Мексики по футболу — Верано 2002
- Чемпионат Мексики по футболу — Апертура 2005
- Лига чемпионов КОНКАКАФ — 2006
- Кубок гигантов КОНКАКАФ — 2001

Международные
 Мексика
- Золотой кубок КОНКАКАФ — 1996
- Золотой кубок КОНКАКАФ — 1998
- Участник чемпионата мира 1998 года
- Участник Олимпийских игр 1996 года